# Makú
 Ovo je glavno značenje pojma Makú. Za druga značenja pogledajte Makú (razdvojba).
Makú, izolirana indijanska etnolingvistička porodica iz Venezuele i Brazila, nastanjena u državama Estado de Amazonas i Estado Bolívar u Venezueli i brazilskoj državi Roraima. Makú Indijanci ne smiju se pobrkati s Makú plemenima s rijeka Japura i Río Negro, koja govore jezicima porodice Puinavean, s Makú Indijancima s rijeke Ventuari, koji govore jezikom porodice Salivan, plemenom Macu ili Macusa i Maku plemenom poznatim kao Carabayo. U državi Amazonas u Venezueli nastanjeni su na središnjem jugu departmana Atabapo, a u državi Bolívar, na jugu distrikta Cedeño. 

## Vanjske poveznice
- Makú